# Bedtime for Bonzo
Bedtime for Bonzo ist eine US-amerikanische Filmkomödie in Schwarzweiß aus dem Jahre 1951. Beteiligt waren die Schauspieler Ronald Reagan und Diana Lynn sowie der Affe Peggy als Bonzo. Regisseur war Frederick de Cordova. Der Film hatte am 15. Februar 1951 Premiere im Circle Theatre, Indianapolis, und spielte in den USA 1.225.000 Dollar ein. 1952 wurde die Fortsetzung Bonzo Goes to College veröffentlicht.

## Handlung
Zentrale Person der Handlung ist der Psychologieprofessor Peter Boyd, dessen Ruf darunter leidet, dass sein Vater im Gefängnis war. Deshalb versucht er, einem Schimpansen menschliche Moral beizubringen. Er will beweisen, dass die Umwelt die Persönlichkeit eines Mannes prägt und nicht die Vererbung. Hierzu stellt er eine Frau, Jane Linden, als Schimpansenmutter ein. Er selbst übernimmt die Rolle des Vaters und verwendet die Erziehungsmethoden der 1950er Jahre. Als der Affe dann des Gemälderaubes beschuldigt wird, muss der Professor beinahe ins Gefängnis.

## Nachwirkung
Bedtime for Bonzo gehört zu den bekanntesten Filmen mit Ronald Reagan und hat dessen Popularität für eine Weile wiederbelebt. Er selbst hat den Film erst 1984, während seiner Amtszeit als 40. Präsident der Vereinigten Staaten, gesehen.
Der Schimpanse Peggy, der im Film Bonzo spielte, starb zwei Wochen nach der Filmpremiere.
Eine Fortsetzung wurde unter dem Titel Bonzo Goes to College 1952 veröffentlicht, aber es spielte keiner der drei Hauptdarsteller des ersten Filmes mit. Der Schimpanse, der Bonzo im zweiten Film verkörperte, hieß wirklich Bonzo.

## Rezeptionen
A. H. Weiler von der New York Times beschrieb den Film als „einen kleinen Spaß, der eine ansehnliche Zahl von Lachern hervorbringt, aber einen nicht in Ekstase versetzt.“
Variety meinte, es sei „betörender Unsinn mit genügend Situationen, die die Handlungslöcher beschönigen… Die Kameras verweilen auf dem Schimpansen, der durch seine Mätzchen für viele Lacher sorgt.“
Richard L. Coe von der Washington Post schrieb: „Wer die Farce aushalten kann, wird in ihr einige Lacher finden, wenn er den kürzlich verstorbenen Affen betrachtet, aber die Geschichte ist schrecklich erzählt. Ronald Reagan, der den naiven Professor spielt, muss sich gefühlt haben wie der trotteligste Mensch auf der Welt, und den anderen wird es nicht viel besser gegangen sein.“
Rotten Tomatoes weist für den Film eine Zustimmungsrate von 67 Prozent aus, mit einer durchschnittlichen Bewertung von 5,7 von 10 Punkten.

## Trivia
Der Film wurde 1986 in Ramones Song „Bonzo Goes to Bitburg“, 1986 in Dead Kennedys Song „Bedtime for Democracy“ und 1984 in einem Track von Jerry Harrison mit dem Titel „Bonzo Goes to Washington“ referenziert. Ein für Reagan unvorteilhafter Song mit dem Titel „Bad Time for Bonzo“ wurde auf The Damneds viertem Studioalbum Strawberries veröffentlicht. In den Comicstrips Calvin und Hobbes, Bloom County (11. Oktober 1981) sowie in der Strontium Dog-Episode „Bitch“, veröffentlicht in der britischen Comicserie 2000 AD, wird ebenfalls auf den Film Bezug genommen. Weitere Referenzen gab es im 1966 erschienenen Comedy-Album Freberg Underground von Stan Freberg und im 1986 erschienenen Video des Genesis-Songs „Land of Confusion“. In der britischen Satireshow Spitting Image aus den 1980er Jahren wird Reagan gezeigt, wie er den toten und präparierten Affen Bonzo zum Vizepräsidenten der Vereinigten Staaten ernennt. Im 1985 veröffentlichten Song „America for Beginners“ der Band Latin Quarter wird der Filmtitel ebenfalls erwähnt.
Im MMORPG Videospiel DC Universe Online taucht die folgende Szene auf: Im „Gorilla Grodd’s Lab“ witzelt Flash bei Gorilla Grodd, dass es Schlafenszeit für Bonzo ist. In einem Lied, das von Nickelodeon anlässlich der Präsidentschaftswahl in den Vereinigten Staaten 2004 veröffentlicht wurde, heißt es, dass Reagan in seiner Zeit als Filmstar mit einem Affen spielte. In der zweiten Staffel der FX-Fernsehserie Fargo sagt Kal Weathers, gespielt von Nick Offerman, dass er die Hand von Reagan nicht schütteln wird, da dieser es im Film auch mit einem Affen tat und es würdelos sei. In dem Film Planet der Affen: Survival aus dem Jahre 2017 war auf dem Helm eines Soldaten der Filmtitel geschrieben. In der Schlussepisode der 3. Staffel von 12 Monkeys mit dem Titel Zeuge erzählt James Coles Vater dem jungen James von Bedtime for Bonzo.